# Скобелевка (Белебеївський район)
Ско́белевка (рос. Скобелевка, башк. Скобелевка) — присілок у складі Белебеївського району Башкортостану, Росія. Входить до складу Малиновської сільської ради.
20 липня 2005 року до складу присілка було приєднано присілок Роз'їзда Мелеуз.
Населення — 114 осіб (2010; 114 в 2002).
Національний склад:
- башкири — 43 %
- росіяни — 38 %